# Guardianes de la Galaxia (película)
Guardianes de la Galaxia (título original en inglés: Guardians of the Galaxy, retroactivamente llamada Guardianes de la Galaxia Vol. 1) es una película de superhéroes estadounidense de 2014 basada en el equipo de superhéroes homónimo de Marvel Comics, producida por Marvel Studios y distribuida por Walt Disney Studios Motion Pictures. Es la décima película del Universo cinematográfico de Marvel (UCM). La película es dirigida por James Gunn, que escribió el guion con Nicole Perlman, y cuenta con un reparto coral que incluye a Chris Pratt, Zoe Saldaña, Dave Bautista, Vin Diesel, Bradley Cooper, Lee Pace, Michael Rooker, Karen Gillan, Djimon Hounsou, John C. Reilly, Glenn Close y Benicio del Toro. En Guardianes de la Galaxia, Peter Quill forma una alianza incómoda con un grupo de delincuentes extraterrestres que intentan escapar después de robar un poderoso artefacto.
Perlman comenzó a trabajar en el guion en 2009. El productor Kevin Feige mencionó por primera vez en público a Guardianes de la Galaxia como una posible película en 2010 y Marvel Studios anunció que estaba en desarrollo activo en la Convención Internacional de Cómics de San Diego en julio de 2012. Gunn fue contratado para escribir y dirigir la película ese septiembre. En febrero de 2013, Pratt fue contratado como Peter Quill / Star-Lord, y los miembros del reparto fueron confirmados después. La fotografía principal comenzó en julio de 2013 en los Estudios Shepperton en Inglaterra, y el rodaje continuó en Londres antes de concluir en octubre de 2013. La posproducción finalizó el 7 de julio de 2014.
La película tuvo su premier en Hollywood el 21 de julio de 2014, y se estrenó en cines el 1 de agosto de 2014 en los Estados Unidos, en formatos 3D y IMAX 3D. Fue un éxito crítico y comercial, con una recaudación de $772,7 millones mundialmente, que la convirtió en la tercera película más taquillera de 2014. Fue elogiada por su humor, actuaciones, dirección, banda sonora, efectos visuales y escenas de acción. En los 87.º Premios Óscar, la película recibió nominaciones a Mejores efectos visuales y Mejor maquillaje y peluquería. Una secuela, Guardianes de la Galaxia vol. 2, se estrenó el 5 de mayo de 2017. Una tercera película, Guardianes de la Galaxia vol. 3, se estrenó el 5 de mayo de 2023.

## Argumento

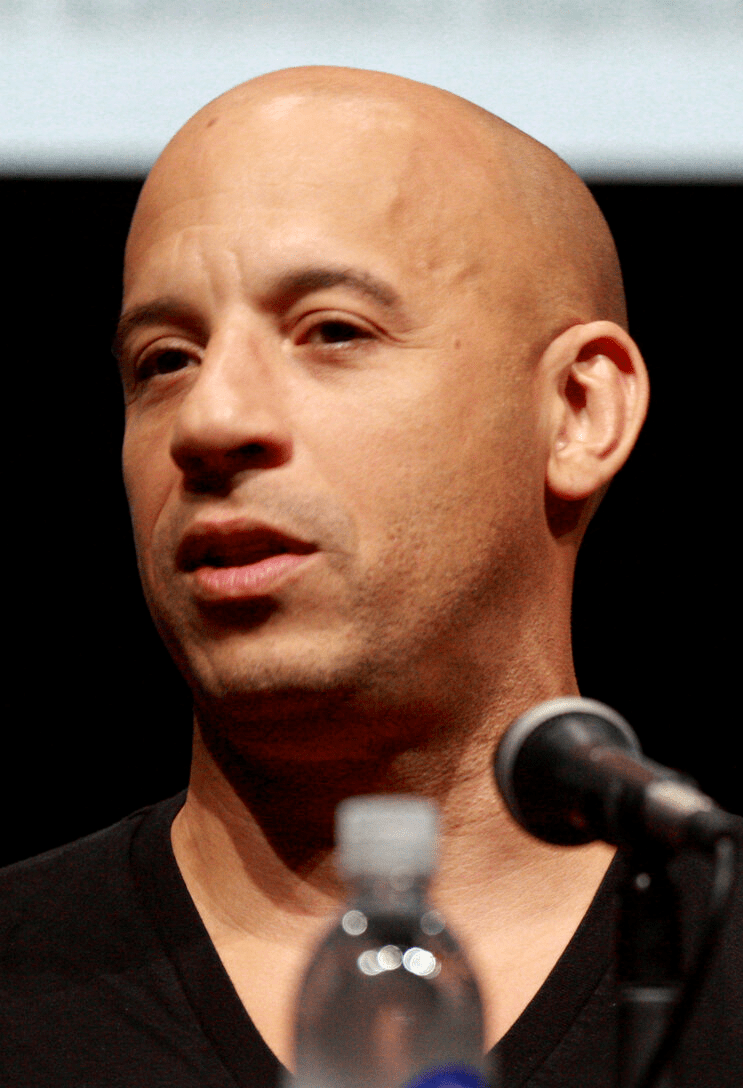
Vin Diesel en la Comic-Con de San Diego en 2013.

En 1988, tras la muerte de su madre, un joven, Peter Quill es abducido de la Tierra por los Devastadores (Ravagers, en inglés), un grupo de piratas espaciales liderados por Yondu Udonta. Veintiséis años más tarde en el planeta Morag, Quill roba un artefacto en forma de esfera, solo para ser interceptado por Korath el Perseguidor, un subordinado de un fanático Kree llamado Ronan el Acusador. A pesar de que Quill escapa con el artefacto, Yondu descubre su robo y publica una recompensa por su captura, mientras que Ronan envía a la asesina Gamora tras el Orbe, el cual Ronan busca dar al malvado titán Thanos a cambio de la destrucción de los Xandarianos.
Cuando Quill intenta vender el Orbe en el planeta natal de los Nova Corps, el planeta Xandar, Gamora le tiende una emboscada y sobreviene una lucha atrayendo a un par de cazarrecompensas; el mapache genéticamente modificado llamado Rocket Raccoon y el humanoide con forma de árbol llamado Groot. Los Nova Corps llegan y arrestan al grupo, encarcelándolos en la prisión de Kyln. Un poderoso preso, Drax el Destructor, intenta matar a Gamora debido a su asociación con Ronan, quien mató a su familia. Quill lo disuade diciendo que Gamora puede llevarlo con Ronan. Gamora revela que lo ha traicionado, indispuesta a permitirle usar el poder del Orbe para destruir planetas enteros como Xandar. Al enterarse de que Gamora tiene un comprador por el Orbe, Rocket, Quill, Groot y Gamora trabajan juntos para escapar de Kyln. Por otra parte, Ronan se reúne con Thanos para hablar sobre la traición de su hija adoptiva, Gamora, y la pérdida del Orbe, matando al sirviente de Thanos, El Otro, durante la discusión.
Ahora acompañados por Drax, el grupo de Quill escapa de Kyln en su nave —la Milano— y huyen a Knowhere, un remoto puesto criminal en el espacio, construido en la gran cabeza decapitada de un Celestial. Ebrio y buscando venganza, Drax envía secretamente un mensaje a Ronan revelando la ubicación del grupo, mientras que el resto de ellos se reúne con el contacto de Gamora, Taneleer Tivan. Tivan abre el Orbe, revelando que contiene una Gema del Infinito, siendo en este caso la Gema del Poder, una gema de inmensurable poder que puede destruir a cualquiera que lo maneje, a excepción de los seres más poderosos del universo. De repente, la asistente atormentada de Tivan, Carina, aprovecha su momento, toma la Gema, e intenta matar a su amo, pero provoca una explosión que envuelve su colección y destruye a Carina.
Ronan llega y derrota fácilmente a Drax, mientras que los otros huyen en naves, siendo perseguidos por los hombres de Ronan y Nebula, otra hija adoptiva de Thanos, quien destruye la nave de Gamora, dejándola flotando en el espacio exterior, tras lo cual las fuerzas de Ronan se van con el Orbe. Quill contacta a Yondu antes de seguir a Gamora por el espacio exterior, dándole su casco para sobrevivir; Yondu llega y los rescatan a tiempo. Rocket, Drax y Groot amenazan con atacar la nave de Yondu para rescatarlos, pero Quill negocia una tregua, convenciendo a Yondu de que pueden recuperar el Orbe. El grupo está de acuerdo de que enfrentarse a Ronan significa una muerte segura, pero que deben evitar que use la Gema del Infinito para destruir la galaxia. En la nave de Ronan, el Dark Áster, Ronan incrusta la Gema del Poder en su martillo de guerra, tomando su poder para sí mismo. Él contacta a Thanos, amenazando que después de destruir el planeta Xandar, lo matará a él y Nebula, resentida contra su padre adoptivo, se alía con Ronan.
En el planeta Xandar, el Dark Áster es confrontado por la flota de Yondu, los Nova Corps y el grupo de Quill, el cual irrumpe en la nave de Ronan. Ronan usa su martillo para destruir la flota de los Nova Corps. Drax consigue matar a Korath y Gamora derrota a Nebula (quien escapa) y desbloquea las cámaras de Ronan, pero el grupo es superado por su poder hasta que Rocket colisiona la Milano contra el Dark Áster, embistiendo a Ronan. El Dark Áster, dañado, se estrella en la superficie del planeta Xandar, con Groot sacrificándose para proteger al grupo. Ronan emerge de los escombros y se prepara para destruir el planeta Xandar, pero Quill lo distrae bailando, permitiéndole a Drax y Rocket destruir su martillo de guerra. Quill toma la Gema liberada, junto con Gamora, Drax, y Rocket compartiendo su carga, la usan para destruir a Ronan de una vez por todas.
Después de esto, Quill engaña a Yondu al darle un contenedor que supuestamente contenía la Gema del Infinito, solo para darle la Gema real a los Nova Corps. Cuando los Devastadores se van, ellos comentan que resultó bien no entregar a Quill con su padre después de su abducción. El grupo de Quill, ahora conocido como los Guardianes de la Galaxia, tiene sus antecedentes criminales borrados y Quill descubre que lo que le permitió resistir temporalmente el poder de la gema es que solo es mitad-humano, con su padre siendo parte de una especie poderosa y desconocida. Después, Rocket rompe a llorar por la pérdida de Groot y Quill finalmente abre el último regalo que recibió de su madre, el cual contiene una nueva mixtape de sus canciones favoritas. Los Guardianes se van en la reconstruida Milano, acompañados por una rama recuperada de Groot, la cual está empezando a crecer y regenerarse.
En la escena final, se ve a Drax limpiando su cuchillo con el retoño crecido de Groot detrás y mientras suena la canción "I want you back" el retoño de Groot empieza a bailar, pero cada vez que Drax volteaba, este se quedaba quieto y cuando dejaba de mirar volvía a bailar.
En la escena poscréditos, Tivan está sentado en su colección destruida, donde es lamido por Cosmo el perro espacial, y es víctima de burla por una de sus colecciones, Howard el pato.

## Reparto
- Chris Pratt como Peter Quill / Star-Lord:

El líder mitad humano, mitad alienígena de los Guardianes que fue abducido de Misuri de niño en 1988 y criado por un grupo de ladrones y traficantes alienígena llamado los Devastadores. Sobre el personaje, Pratt dijo, "Tuvo tiempos difíciles de niño, y ahora anda por el espacio, saliendo con lindas extraterrestres y siendo un rebelde y un poco cretino, y al unirse con estos tipos, encuentra un mejor propósito para sí mismo". También añadió que el personaje es una mezcla entre Han Solo y Marty McFly. Pratt, que era más conocido por interpretar personajes secundarios, entre ellos Andy Dwyer de la serie televisiva Parks and Recreation, inicialmente rechazó el papel. Pratt había perdido peso para interpretar personajes en forma en películas como Moneyball y La noche más oscura, y había abandonado la ambición de tener el papel principal en películas de acción luego de audiciones humillantes para Star Trek y Avatar. La directora de casting Sarah Finn le sugirió al actor a Gunn, que rechazó la idea a pesar de tener dificultades para elegir un actor. Sin embargo, Finn arregló una reunión entre los dos, en cuyo punto Gunn estuvo inmediatamente convencido de que Pratt era perfecto para el papel. Pratt también convenció a Feige, a pesar de haber ganado peso nuevamente para Delivery Man. Previo al rodaje, Pratt se sometió a una dieta estricta y un régimen de entrenamiento para perder 60 libras (27 kg) en seis meses. Pratt firmó un contrato de múltiples películas con Marvel, y recibió una licencia temporal de Parks and Recreation para acomodar su participación en la película. Wyatt Oleff interpreta a Quill de joven.
- Zoe Saldaña como Gamora:

Una huérfana de un mundo alienígena que busca redimirse de sus pasados crímenes. Fue entrenada por Thanos como su asesina personal. Saldaña dijo que se convirtió en Gamora mediante maquillaje en vez de imágenes generadas por computadora o captura de movimiento. Sobre aceptar el papel, Saldaña dijo, "Me emocionó que James Gunn me pidiera que me una e interprete a alguien verde. Ya fui azul [en Avatar]". Saldaña describió a Gamora como "una guerrera, es una asesina y es muy letal, pero lo que la salva es lo mismo que puede condenarla. Tiene un sentido de justicia. Es un individuo muy honrado".
- Dave Bautista como Drax el Destructor:

Un guerrero que busca vengar la muerte de su familia a manos de Ronan. Sobre identificarse con el personaje, Bautista dijo, "Puedo sentirme tan identificado con Drax que da risa. Solo las cosas simples que tenemos en común. Simples como tatuajes, la tragedia, porque, sabes, tuve un poco de tragedia en mi vida también. Así que es muy fácil sacar provecho de eso". Bautista añadió que "Drax tiene mucha comedia", pero el personaje no estaba al tanto de eso. Bautista también dijo que no se preparó mucho para el papel, ya que "Por suerte para mí, fui un atleta toda mi vida y me adapto muy rápido". El maquillaje de Bautista tomaba aproximadamente cuatro horas en aplicarse, aunque podía quitarse en solo 90 minutos. Drax tiene varios patrones de cicatrices en su cuerpo, que reemplazan los tatuajes simples del cómic, cada uno con una historia específica. Además, se cambió su tono de piel del verde claro del cómic a un gris fangoso, para evitar similitudes visuales con Hulk.
- Vin Diesel como Groot:

Un humanoide arborescente que es cómplice de Rocket. Diesel declaró que puso voz y captura de movimiento para Groot, después de originalmente negociar para actuar en una nueva película de la Fase Tres de Marvel. Diesel también le puso voz a Groot en varios otros idiomas. Krystian Godlewski interpretó al personaje en el set, aunque su actuación no se usó en las imágenes generadas por computadora finales del personaje. Sobre el personaje, que Gunn basó en su perro, él dijo, "Todos los Guardianes empiezan la película como bastardos, excepto Groot. Es inocente. Es cien por ciento letal y cien por ciento dulce. Está atrapado en la vida de Rocket, en realidad". Gunn añadió que el diseño y movimiento de Groot tomaron "la mayor parte de un año" en crearse. El director continuó, "Las formas en las que Vin Diesel dice 'Yo soy Groot' me asombran. Todos los 'Yo soy Groot' que fueron voces anteriores no sonaron bien para nada [...] Vin vino y en un día, dejó todas estas pistas de 'Yo soy Groot', y es un perfeccionista. Me hizo explicarle con cada 'Yo soy Groot' exactamente qué estaba diciendo [...] Fue increíble cuando pusimos esa voz por primera vez cuánto cambió el personaje y cuánto influenció él al personaje". En cuanto al lenguaje limitado de Groot, Diesel dijo que en muchos sentidos fue "lo más desafiante que se le puede pedir a un actor". Diesel encontró una marca emocional en su actuación, recurriendo a la muerte de su amigo compañero de Fast and Furious Paul Walker, y dijo, "Esto fue en diciembre [de 2013], y la primera vez que volví a lidiar con seres humanos luego de lidiar con la muerte, así que interpretar a un personaje que celebra la vida como Groot fue muy agradable". Se ven las habilidades de cambio de forma y tamaño de Groot, y Gunn afirmó que él tiene la habilidad de crecer en la película.
- Bradley Cooper como Rocket Raccoon:

Un mapache genéticamente modificado que es un cazarrecompensas y mercenario, hábil con armas y tácticas militares. Gunn trabajó con mapaches reales para lograr la sensación correcta del personaje, y para asegurarse de que no fuera "un dibujo animado", diciendo, "No es Bugs Bunny en el medio de los Vengadores, es una pequeña bestia real y algo estropeada que está sola. No hay nadie más en el universo como él, fue creado por unos tipos para ser una malvada máquina de pelea". Gunn también basó al personaje en sí mismo. Al describir a Rocket en relación con el resto de los Guardianes, Cooper dijo, "Creo que Rocket es dinámico. Es como el Joe Pesci de Goodfellas". Cooper le puso voz a Rocket, mientras que Sean Gunn (hermano menor de James) fue el doble del personaje durante el rodaje. James Gunn dijo que para el papel de Rocket se grabaron algunos movimientos de Cooper, incluidas expresiones faciales y ademanes, como posibles referencias para los animadores, aunque se usa la mayoría de la actuación de Sean Gunn a lo largo de la película. Gunn señaló que "nos tropezamos" con el proceso de él actuando en el set, ya que no estaban "seguros de cómo íbamos a crear el personaje". El mismo proceso continuaría usándose para todas las siguientes apariciones de Rocket. Antes de elegir a Cooper, James Gunn dijo que fue un desafío encontrar una voz para Rocket, que estaba buscando a alguien que pudiera equilibrar "los rápidos patrones de habla que Rocket tiene, pero que también sea gracioso, porque él es muy gracioso. Pero que también tenga el corazón que Rocket tiene. Porque en verdad hay algunas escenas bastante dramáticas con Rocket".
- Lee Pace como Ronan el Acusador:

Un kree radical que accede a recuperar un artefacto para Thanos a cambio de erradicar a sus enemigos mortales, los xandarianos. Ronan y su ejército saakarano persiguen a los Guardianes cuando interfieren con su objetivo. Al describir a Ronan, Gun dijo, "Es el villano principal, y es un tipo muy retorcido, tiene una inclinación muy religiosa en esta película. Tiene una visión muy enferma y retorcida de lo que es la moralidad; fuerza es virtud, debilidad es pecado y por eso vive él, y creo que es muy aterrador debido a sus creencias, que son reales para él". Pace, que originalmente audicionó para Peter Quill, describió a Ronan como un "psicópata" y un "monstruo".
- Michael Rooker como Yondu Udonta:

Un bandido de piel azul que es el líder de los Devastadores y una figura paterna de Quill. Yondu ayuda a Quill a robar el orbe antes de que este lo traicione, lo que lleva a que Yondu y los Devastadores persigan a los Guardianes. Sobre el personaje, Rooker dijo que tiene "algunos problemas interesantes; no es un bueno, no es un malo. Hay esperanza y hay un corazón dentro de Yondu". Gunn creó la versión del personaje para la película con Rooker en específico en mente, adoptando el mohicano del personaje y el uso de una flecha controlada por silbidos del cómic. Rooker se comprometió por completo al papel una vez que supo que su papel en la serie televisiva The Walking Dead terminaría. El maquillaje de Rooker tomaba aproximadamente cuatro horas en aplicarse.
- Karen Gillan como Nebula:

Una hija adoptiva de Thanos que fue criada con Gamora como hermanas y es una teniente leal al servicio de Ronan y Thanos. Sobre el personaje, Gillan dijo, "Es la villana mujer de la película [...] Es muy sádica y malvada, pero quiero creer que tiene una razón válida". También añadió, "Creo que es un personaje realmente interesante. Con lo que me gusta jugar es lo celosa que es. Es la hermana de Gamora, y hay mucha rivalidad fraternal. Ese es el aspecto más interesante para mí, porque los celos pueden consumirte y amargarte, y afearte. Y es totalmente sádica, que también es divertido". Gunn y Gillan trabajaron para crear la voz de Nebula como una impresión simultánea de Marilyn Monroe y Clint Eastwood. Gillan investigó a los antiguos espartanos, se afeitó la cabeza, y entrenó por dos meses para el papel. El maquillaje del personaje tomaba aproximadamente cuatro horas y media en aplicarse.
- Djimon Hounsou como Korath:

Un kree aliado de Ronan que es un temido mercenario intergaláctico. En cuanto a por qué aceptó el papel, Hounsou dijo, "Tengo un hijo de cuatro años que adora a los superhéroes, desde Spider-Man a Iron Man y Batman. Tiene todos los disfraces. Un día me mira y me dice 'Papá, quiero tener piel clara para poder ser Spider-Man. Spider-Man tiene piel clara.' Eso fue chocante. Por eso me emociona ser parte del universo Marvel, para con suerte proporcionar esa diversidad en el papel del superhéroe".
- John C. Reilly como Rhomann Dey: Un miembro del Cuerpo Nova, la fuerza policíaca y militar del Imperio Nova.[8][57]

- Glenn Close como Irani Rael:

La líder del Cuerpo Nova, conocida como Nova Prime, cuya misión es proteger a los ciudadanos del Imperio Nova y mantener la paz. Close declaró que "siempre había querido estar en una película como esta", y que sería "lo más divertido interpretar algo como el papel de Judi Dench [como M o] Samuel L. Jackson [como Nick Fury]". Ella dijo que aceptó el papel porque ama "hacer algo diferente" y quería mostrar que "siempre [ha] estado dispuesta a todo". También afirmó que su contrato tiene "varias" películas en él, y que estaría abierta a trabajar en otras películas de Marvel Studios además de regresar para secuelas de Guardianes.
- Benicio del Toro como Taneleer Tivan / El Coleccionista:

Un obsesivo acumulador de la mayor colección de fauna, reliquias y especies interestelares en la galaxia que opera en un lugar en el espacio llamado Knowhere. Al describir la actuación de Del Toro, Gunn dijo, "Él es como un Liberace espacial. Eso es lo que dice en el guion, que es más o menos lo que él hace". Sobre darle vida al personaje, del Toro dijo, "Lo que James [Gunn] quería, que averigüé poco a poco mientras lo hacía, es que yo explorara y siguiera impulsando al personaje y [creándolo] mientras estaba frente a la cámara".
Además, Josh Brolin aparece, no acreditado, como Thanos mediante actuación de voz y captura de movimiento. Sean Gunn fue el doble de Thanos durante el rodaje e interpreta a Kraglin, el segundo al mando de Yondu en los Devastadores. Alexis Denisof repite su papel como el visir de Thanos, "El Otro", de The Avengers. Ophelia Lovibond interpreta a Carina, la esclava del Coleccionista; Peter Serafinowicz interpreta al denario Garthan Saal, un oficial del Cuerpo Nova; Gregg Henry interpreta al abuelo de Quill; Laura Haddock interpreta a la madre de Quill, Meredith; Melia Kreiling interpreta a Bereet; Christopher Fairbank como El Comerciante; Mikaela Hoover interpreta a la asistente de Nova Prime; Marama Corlett interpreta a una gerente de pozo en el bar, The Boot; Emmett J. Scanlan interpreta a un guardia del motín en Nova; Alexis Rodney interpreta a Moloka Dar; Tom Proctor interpreta a Horuz, un Devastador; y Spencer Wilding interpreta a un carcelero que confisca el Walkman de Quill. El actor canino Fred aparece como Cosmo. Stephen Blackehart tuvo un papel secundario. Naomi Ryan también tuvo un papel secundario en la película, aunque fue eliminado de la versión final. Los cameos en la película son: James Gunn como un sakaarano; Stan Lee como un mujeriego xandariano; Lloyd Kaufman como un preso; Nathan Fillion como la voz de un preso; Rob Zombie como la voz de un Navegante Devastador; el compositor Tyler Bates como un piloto Devastador; y Seth Green como la voz de Howard el pato.

## Doblaje
| Personaje                         | Intérprete original | Doblaje Latinoamericano | Doblaje Español         |
| --------------------------------- | ------------------- | ----------------------- | ----------------------- |
| Peter Quill / Star Lord           | Chris Pratt         | Carlo Vázquez           | Guillermo Romero        |
| Peter Quill / Star Lord           | Wyatt Oleff (Niño)  | Emiliano Ugarte (Niño)  | ¿? (Niño)               |
| Gamora                            | Zoe Saldaña         | Carla Medina            | Olga Velasco            |
| Drax el Destructor                | Dave Bautista       | Dan Osorio              | Pedro Tena              |
| Rocket Raccoon                    | Bradley Cooper      | Sergio Zurita           | Juan Logar Jr.          |
| Groot                             | Vin Diesel          | Vin Diesel              | Gonzalo Martín          |
| Ronan el Acusador                 | Lee Pace            | Rubén Moya              | Juan Fernández Mejías   |
| Yondu Udonta                      | Michael Rooker      | Jesús Guzmán            | Carlos Ysbert           |
| Nébula                            | Karen Gillan        | María Sandoval          | Cecilia Santiago        |
| Rhomann Dey                       | John C. Reilly      | Ricardo Brust           | Salvador Aldeguer       |
| Korath el Perseguidor             | Djimon Hounsou      | Salvador Reyes          | Iñaki Crespo            |
| Irani Rael                        | Glenn Close         | Yolanda Vidal           | Ana Ángeles García      |
| Thanos                            | Josh Brolin         | Juan Carlos Tinoco      | Jorge García Insúa      |
| Taneleer Tivan / El Coleccionista | Benicio del Toro    | Jaime López             | Pablo Adán              |
| Meredith Quill                    | Laura Haddock       | Mariana Ortiz           | Adelaida López          |
| Garthan Saal                      | Peter Serafinowicz  | Andrés Gracia           | Luis Reina              |
| Carina                            | Ophelia Lovibond    | Analiz Sánchez          | Eva Díez                |
| Kraglin                           | Sean Gunn           | Gerardo Alonso          | Alejandro García (Peyo) |
| Abuelo de Peter                   | Gregg Henry         | Pedro D'Aguillón Jr     | Juan Antonio Gálvez     |
| Sakariano                         | Stan Lee            | Jesse Conde             | Salvador Moreno         |

Nota: Los diálogos de Groot (Vin Diesel) en Hispanoamérica son doblados desde Estados Unidos.

## Producción

### Desarrollo
Kevin Feige, presidente de Marvel Studios, mencionó por primera vez a Guardianes de la Galaxia como una posible película en la Convención Internacional de Cómics de San Diego de 2012, afirmando, "Hay algunos títulos extraños, como Guardianes de la Galaxia. Creo que recientemente los renovaron de una forma divertida en el [cómic]". Feige reiteró dicha intención en una edición de septiembre de 2011 de Entertainment Weekly, donde dijo, "Hay una oportunidad de hacer una gran épica espacial, la que Thor sugiere, en el lado cósmico" del Universo cinematográfico de Marvel. Feige añadió que, de hacerse una película, contaría con un reparto coral, similar a X-Men y The Avengers.
Feige anunció que la película estaba en desarrollo activo en la Cómic-Con de San Diego de 2012 durante el panel de Marvel Studios, con una fecha de estreno prevista el 1 de agosto de 2014. Dijo que el equipo titular de la película consistiría de los personajes Star-Lord, Drax el Destructor, Gamora, Groot y Rocket Raccoon. También se exhibieron dos piezas de arte conceptual, una de Rocket Raccoon, y una del equipo entero. En agosto de 2012, James Gunn entró en conversaciones para dirigir la película, superando a otros contendientes, incluidos Peyton Reed y el dúo Anna Boden y Ryan Fleck. El director de The Avengers Joss Whedon, que firmó un contrato para ser consultor creativo de todas las películas que condujeran a la secuela de The Avengers, estaba entusiasmado por la elección de Gunn como director, y dijo que "James [Gunn] es lo que me hace creer que funcionará [...] Él es tan excéntrico, y tan alocado, pero tan listo, un propio artesano y crea desde su corazón. Ama al mapache. Necesita al mapache [...] Tiene una visión muy retorcida, pero todo sale de un amor real por el material. Será difícil para [los personajes humanos] mantener el ritmo".

#### Guion
Nicole Perlman, que se alistó en el programa de guionistas de Marvel en 2009, recibió ofertas de varias de sus propiedades menos conocidas en las cuales basar un guion. Entre ellas, Perlman eligió Guardianes de la Galaxia de Dan Abnett y Andy Lanning, debido a su interés en el espacio y la ciencia ficción, y añadió, "Creo que [Marvel] quedó algo desconcertado cuando elegí Guardianes, porque había algunos que tendrían mucho más sentido si fuera una guionista de comedias románticas o algo así". Perlman pasó dos años escribiendo un borrador, sumergiéndose en el universo de Guardianes, y a fines de 2011 le pidieron que creara otro borrador, antes de que Gunn se uniera a principios de 2012 para contribuir al guion. Gunn finalmente reescribió el guion por completo porque "no funcionaba" para él; usó a la película The Dirty Dozen como referencia para transmitirle sus ideas de la película a Marvel. Gunn explicó más adelante que el borrador de Perlman era muy diferente al guion que usó durante el rodaje, incluyendo una historia y arcos de personaje diferentes y la ausencia del Walkman; declaró, "En el guion de Nicole todo es bastante diferente [...] No se trata de lo mismo. Pero así funciona el Sindicato de Guionistas de Estados Unidos. Les gustan mucho los guionistas primerizos". En agosto de 2012, Marvel Studios contrató al guionista Chris McCoy para reescribir el guion de Perlman, sin embargo, no está claro qué contribuyó al guion final, ya que no recibió un crédito de producción.
Gunn reveló que las presentaciones de personajes fueron lo "más difícil de lograr", siendo la introducción de Thanos la más complicada. Sintió que "que Thanos esté en esa escena ayudaba más al [MCU] que a Guardianes de la Galaxia," igualmente lo quería a Thanos en la película, sin "menospreciar al verdadero antagonista de la película, que es Ronan". Para resolver este dilema, Gunn optó por que Ronan mate al "Otro", el visir de Thanos, y dijo, "Me pareció interesante, porque tuvimos al Otro, que obviamente es muy poderoso incluso en comparación a Loki, y luego vemos a Ronan limpiarse el trasero con él. Así que eso me gustó, pero aun eso fue un poco difícil, porque sonaba más gracioso primero cuando lo escribí, y el humor no funcionaba tan bien".

### Preproducción
En septiembre de 2012, Gunn confirmó que había firmado para dirigir la película y reescribir el guion. Para fines de noviembre, Joel Edgerton, Jack Huston, Jim Sturgess y Eddie Redmayne firmaron contratos para audicionar para el papel de Peter en relación con elQuill, como también hizo Lee Pace, que confirmó una semana después a principios de diciembre. Entre otros actores considerados para el papel se encontraron Zachary Levi de Thor: The Dark World, Joseph Gordon-Levitt, Michael Rosenbaum, y John Gallagher Jr. Chris Pratt fue elegido para el papel en febrero de 2013, como parte de un contrato de múltiples películas que firmó con Marvel.

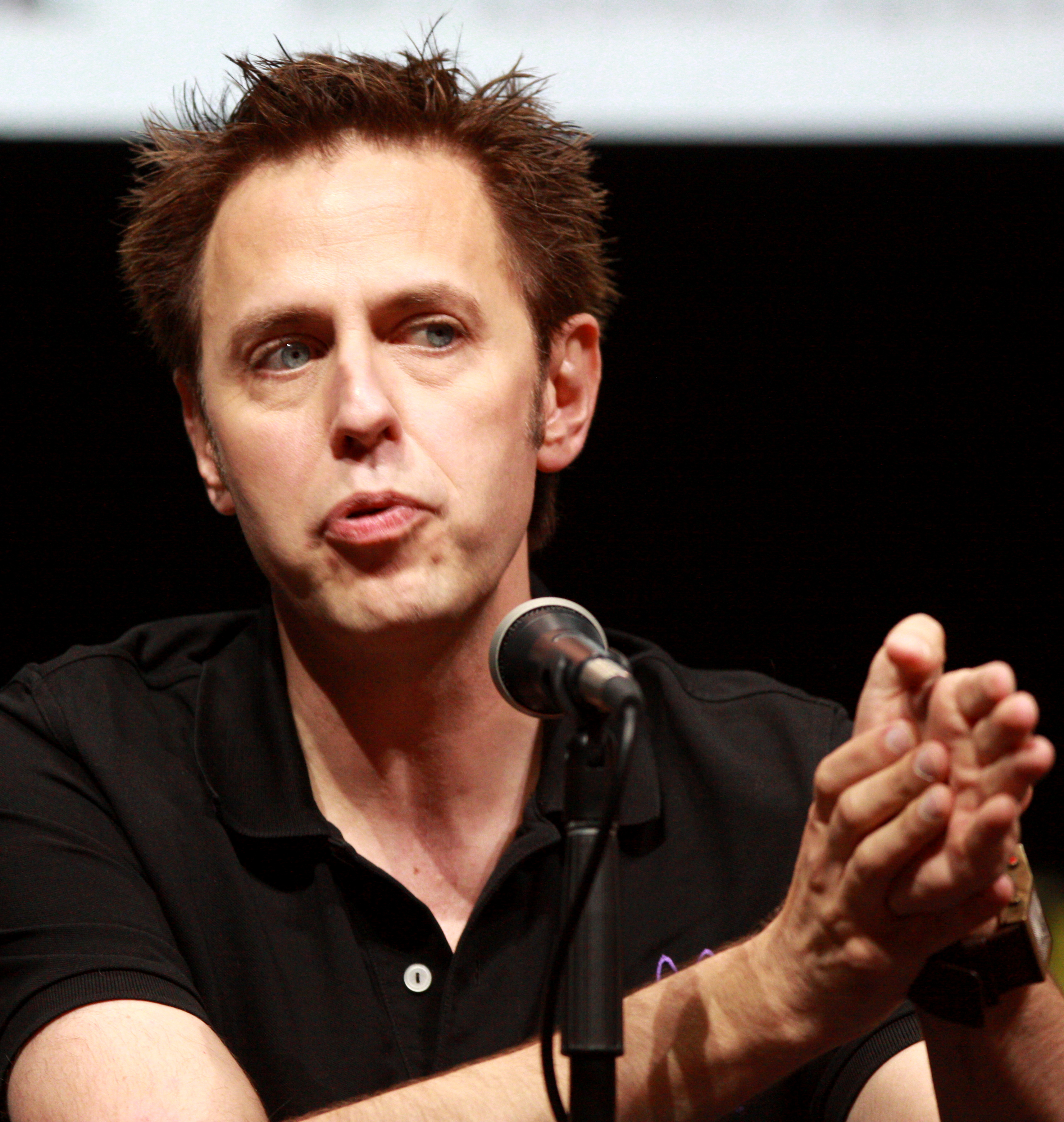
Gunn promocionando la película en la Comic-Con de San Diego en 2013.

En enero de 2013, se programó el rodaje para los Estudios Shepperton en Londres, Reino Unido, y Marvel Studios anunció que la película se estrenaría en 3D. Victoria Alonso, una productora ejecutiva de la película, dijo que el rodaje comenzaría en junio. Añadió que tanto Rocket Raccoon como Groot serían creado mediante una combinación de imágenes generadas por computadora y captura de movimiento, diciendo que "No se puede hacer captura de movimiento con un mapache, no se dejan poner el traje. Pero haremos rotomación, probablemente, para algunos comportamientos [...] definitivamente tendremos actores para emular lo que James Gunn llevará a ser el comportamiento y la actuación. Ha dejado muy claro adónde quiere llevar a los personajes". En marzo de 2013, Feige discutió a Guardianes de la Galaxia en relacióncon el Universo cinematográfico de Marvel, y dijo, "Es mucho más una película autónoma. Transcurre en el mismo universo. Y hemos estado del otro lado de ese universo en otras películas, podrías ver esas características en Guardianes, pero los Vengadores no participan de lo que está sucediendo ahora allá afuera". Feige también afirmó que el 95% de la película se situaría en el espacio. A mediados de marzo, David Bautista fue contratado para interpretar a Drax el Destructor. Entre los otros actores considerados se encontraron Isaiah Mustafa, Brian Patrick Wade y Jason Momoa. Para la semana siguiente, se reveló que el escultor Brian Muir, que esculpió la máscara de Darth Vader para las películas de Star Wars, trabajaría en la película.
A principios de abril de 2013, Zoe Saldaña entró en negociaciones para interpretar a Gamora en la película, y su elección fue confirmada más adelante ese mes. También en abril, Michael Rooker se unió al reparto como Yondu, y se anunció que Ophelia Lovibond tendría un papel secundario. Para ese momento, Lee Pace estaba en negociaciones finales para interpretar al villano de la película. En mayo, Marvel le ofreció a John C. Reilly el papel de Rhomann Dey. Al mismo tiempo, se develó que los cineastas estaban considerando a actores como Hugh Laurie, Alan Rickman y Ken Watanabe para otro papel, y que Christopher Markus y Stephen McFeely le estaban dando toques finales al guion. Unos días después, Glenn Close fue elegido como la jefa del Cuerpo Nova en la película, seguido de la inclusión de Karen Gillan como la principal villana mujer. Para junio de 2013, Benicio del Toro se unió del elenco, como parte de un contrato de múltiples películas con Marvel Studios. Más adelante ese mes, se confirmó que Reilly había sido elegido como Rhomann Dey.
David White, diseñador de maquillaje de efectos especiales sacó moldes de la cabeza y el cuerpo de actores como Bautista, para experimentar con materiales usados para crear a los personajes. White dijo, "James siempre impulso efectos prácticos y de maquillaje. Él, como yo, quería ver lo real allí en el set". White se percató de no usar diseños de criaturas "modernos" para asegurarse de que no quedarse cortos en el mundo único imaginado por Gunn. White y su equipo crearon más de 1000 aplicaciones de maquillaje protésico y 2000 moldes de extraterrestres de distintos colores. Para la estética específica de la película, Gun quería crear "un colorido mundo de ciencia ficción", e incluyó elementos de películas pulp de los años 1950 y 60, citando a las naves de los Devastadores, que comparó a los autos deportivos, como un ejemplo de esto último. El artista de ciencia ficción Chris Foss inspiró y ayudó a diseñar el aspecto definitivo de algunas de las naves espaciales que aparecen en la película. La serie de videojuegos Mass Effect, Flash Gordon, Farscape y Star Wars fueron las principales inspiraciones de Gunn para la película.

### Rodaje
El rodaje comenzó alrededor del 6 de julio de 2013 en Londres, Reino Unido, bajo el título de producción Full Tilt. El rodaje se realizó en los Estudios Shepperton y Longcross Studios. Más adelante en julio, Gunn y el elenco volaron desde Londres para asistir a la Comic-Con Internacional de San Diego, donde se reveló que Pace interpretaría a Ronan el Acusador, Gillan sería Nebula, del Toro sería El Coleccionista, y que Djimon Hounsou había sido elegido como Korath. Luego se reveló que Close interpretaría a la Nova Prime Irani Rael. También en la Comic-Con de San Diego, Feige declaró que Thanos sería parte de la película como la "mente maestra". El 11 de agosto de 2013, comenzó el rodaje en el Millennium Bridge de Londres, que fue elegido como doble de Xandar. En agosto de 2013, Marvel anunció que Bradley Cooper le pondría voz a Rocket. El 3 de septiembre de 2013, Gunn dijo que "un poco más de la mitad" del rodaje estaba terminado. También en septiembre, Vin Diesel afirmó que le pondría voz a Groot. Sin embargo, Marvel no confirmó la participación de Diesel en la película en el momento. El 12 de octubre de 2013, Gunn anunció en sus redes sociales que el rodaje había finalizado.
El director de fotografía Ben Davis usó cámaras Arri Alexa XT para la película, y dijo, "Tradicionalmente soy un fan de la fotoquímica, pero el formato digital fue la opción correcta para esta película [...] la Alexa [proveyó] el aspecto apropiado para esta película en particular". Durante las primeras escenas en la década de 1980, Davis eligió lentes anamórficas JDC Cooke Xtal (Crystal) Express, ya que "tenían más artefactos y anomalías anamórficas, que para [él] agregaban algo". Davis usó Primos Panavision esféricos para el resto de la película. Además, Davis colaboró con el diseñador de producción Charles Wood para lograr la iluminación correcta para cada escena. Lidiar con dos personajes completamente generados por computadora forzó a Davis a rodar escenas muchas veces, normalmente una con las referencias para los personajes y una sin ellos en la toma.
Gunn reveló que su hermano, Sean Gunn, tuvo muchos papeles durante el proceso de filmación, como ser doble de Rocker, que señaló como un beneficio para los otros actores, incluidos Saldaña, Pratt y Bautista, que tuvieron una respuesta positiva a Sean y su actuación en el set. El diseñador de maquillaje de efectos especiales David White hizo dos versiones a escala real de Rocket y un busto de Groot como ayuda para los efectos visuales. White dijo, "le da [a los cineastas] una buena indicación de dónde deben empezar los efectos visuales y si Rocket realmente puede alcanzar ciertos objetos o usar ciertos artefactos". Estos bustos también se usaron para ver cómo la iluminación en el set afectaría a los personajes, para asistir al proceso de iluminación de efectos visuales.
En enero de 2015, Disney reveló que la película "superó ligeramente el presupuesto acordado" con $232,3 millones, recibiendo un reembolso de $36,4 millones del gobierno británico. Previamente se estimó que tendría un presupuesto de $170 millones.

### Posproducción
En noviembre de 2013, Gunn declaró que intentó usar la mayor cantidad de efectos prácticos posible durante el rodaje para disminuir el uso de imágenes generadas por computadora y captura de movimiento en la posproducción, y dijo, "Nuestros sets son enormes. Tenemos una prisión que es 350 000 libras (158 757 kg) de acero. Cualquiera que me conozca sabe que amo la mezcla de efectos prácticos y por computadora [...] No puedo esperar que la gente lo vea, porque es sorprendentemente hermoso". Luego del estreno de Thor: The Dark World, Feige dijo que las Gemas del Infinito serían un foco de la película, así como al entrar en la serie de películas de la Fase Tres dentro del UCM. En otra entrevista por The Dark World en noviembre, Feige añadió que una tercera Gema desconocida aparecería en la película, llamada "Gema del Poder" por el Coleccionista. La escena entre créditos en The Dark World reveló el papel de Lovibond como la esclava del Coleccionista, luego nombrada Carina. En diciembre de 2013, Marvel confirmó que Diesel le pondría voz a Groot.
En marzo de 2014, se llevaron a cabo unas semanas de rodaje adicional, con la participación del reparto y equipo principales de la película, en Walt Disney Studios en Burbank, California. En abril de 2014, Gunn describió a Thanos como la "cabeza de la serpiente" en la película, y confirmó que aparecería mediante captura de movimiento. En mayo de 2014, Gunn afirmó que la película cuenta con una cantidad "enorme" de personajes pequeños y menores del universo Marvel, y añadió que la película tenía más personajes en general que cualquier otra de Marvel Studios hasta la fecha. El supervisor de vestuario Dan Grace comentó, "De verdad da sensación de la escala y extensión de la galaxia. Visitamos cinco planetas, vemos cien razas diferentes". La película introduce a la raza alienígena sakaarana, que actúan como mercenarios de Ronan, como reemplazo de los badoon, cuyos derechos cinematográficos pertenecían a 20th Century Fox.
Para fines de mayo, se reveló que Josh Brolin sería la voz de Thanos, y Feige confirmó en julio que Brolin también proporcionó la captura de movimiento para el personaje. Thanos se comunica mediante holograma por la mayoría de la película, aunque sí aparece en una escena con Ronan y Nebula. En junio de 2014, Feige añadió que Thanos y sus seguidores son "la mayor pieza de tejido conectivo que eventualmente nos conducirá a películas de Avengers en el futuro". Sobre la elección de Brolin, Feige dijo,
Lo contactamos y fue una de esas cosas que no suceden todo el tiempo, pero cuando ocurren es muy agradable, donde estaba totalmente intrigado. Le gustaba lo que hacíamos, se reunió con Jeremy Latcham en un hotel en Londres y aprendió un poco sobre los personajes. Hablé con él por teléfono algunas veces. Pasó por James que le encantó, pasó por Joss [Whedon] que le encantó porque Thanos está en este universo por Avengers. Luego lo filmamos y grabamos.
El 7 de julio de 2014, Gunn anunció en las redes sociales que su trabajo en la película estaba completo. En agosto, en cuanto a la escena poscréditos, Gunn reveló que no involucraba a Howard el pato cuando se filmó originalmente, y que fue añadido durante la posproducción, una decisión tomada por "una combinación de [Gunn] y el editor Fred Raskin". Ya que la decisión de agregar al personaje se tomó a fines del proceso de posproducción, tuvo que diseñarse ese día, antes de ser entregado a Sony Pictures Imageworks para que lo animen. También en agosto, en cuanto a la escena precréditos de Groot bailando, Gunn afirmó que él mismo bailó para proporcionar captura de movimiento de referencia para los animadores, y que se tomó la decisión de colocar la escena antes de los créditos, en vez de durante o después de ellos, debido a las respuestas positivas de una audiencia de prueba, que hizo a Marvel y Gunn sentir que no querían que "la gente se fuera y se perdiera esto". Marvel usó diseños de Sarofsky nuevamente para las secuencias de títulos de la película, luego de gustarle su trabajo para Captain America: The Winter Soldier. Sarofsky desarrolló una tipografía personalizada basada en la fuente usada en los teaser pósteres para los créditos iniciales, que fue teñida de naranja para ofrecer un mejor contraste a las imágenes azules y grises de la película. Una de las soluciones de tipografía ofrecidas antes del producto final terminó reutilizándose como las tarjetas de localización que aparecen a lo largo de la película.

#### Efectos visuales
La película contó con 2750 tomas de efectos visuales, que conforman aproximadamente un 90% de la película. Los efectos visuales fueron creados por: Moving Picture Company (MPC), que trabajó en crear a Groot, así como también Morag, Xandar, el Dark Aster y la batalla final en Xandar; Framestore, que se ocupó de crear a Rocket, extender el set de la prisión Kyln y construir Knowhere; Luma Pictures, que trabajó en Thanos; Method Studios, que se encargó de crear la apertura del orbe y la revelación de sus poderes, así como las pantallas holográficas en el centro de comando del Cuerpo Nova; Lola VFX; Cantina Creative; Sony Pictures Imageworks, que trabajó en Howard el pato y crear las tomas del Dark Aster con MPC; CoSA VFX; Secret Lab, Rise Visual Effects Studios; y Technicolor VFX. Proof y The Third Floor hicieron la pre y posvisualización, y Proof también contribuyó a la creación de Rocket y Groot.
El productor Nik Korda señaló qué tan útil que fue tener a Sean Gunn y Krystian Godlewski interpretar a Rocket y Groot en el set, ya que proporcionó referencia para la iluminación y actuaciones en el set para las animaciones. Al crear a Groot, MPC se dio cuenta desde el principio que sus ojos serían esenciales para mantener las cualidades humanas del personaje, ya que su cara no podía moverse como la de los humanos. Nicolas Aithadi, supervisor de efectos visuales de MPC, explicó que, "Al ver a los humanos, lo que vuelve a los ojos interesantes son las imperfecciones —intentar hacer que estas dos iris no apunten al mismo lugar— intentar hacerlos extraños y que parezcan más humanos". Las texturas para Groot salieron de una variedad de fuentes, incluida la inspiración de un jardín botánico en Londres, y el personaje fue modelado como ramas individuales, articuladas por separado, para simular un sistema muscular del personaje.
Uno de los mayores desafíos para Framestore en la creación de Rocket fue su pelaje. Rachel Williams, de Framestore, explicó que, ya que "el pelo de mapache está hecho de una capa de pelo fino corto y una capa de pelos más largos y gruesos", estas capas fueron animadas por separado, quitando la necesidad de usar "pelos de guía" para controlar los movimientos de secciones gruesas de pelaje. Framestore y MPC colaboraron compartiendo activos, para asegurar que las tomas de Rocket en MPC fueran iguales al Rocket creado por Framestore, y viceversa para cuando el otro estudio necesitaba a Groot.
Para darle a Thanos "la actuación y el peso que merecía", Luma Pictures creó un nuevo sistema de animación facial para recrear a Josh Brolin como un personaje completamente generado por computadora, usando sus "ojos, parte de sus mejillas, el movimiento de sus músculos cuando habla". La gran mandíbula del personaje, y las profundas líneas que recorren su cara, tuvieron que ser "cuidadosamente planeadas con el movimiento de su rostro".

## Música
En agosto de 2013, Gunn reveló que Tyler Bates compondría la banda sonora de la película. Gunn afirmó que Bates escribiría parte de la música primero para que él pueda filmar al compás, en lugar de en el sentido inverso. En febrero de 2014, Gunn reveló que la película incorporaría canciones de las décadas de 1960 y 1970, como "Hooked on a Feeling", en una cinta en el Walkman de Quill, que actúa como un modo de mantener su conexión con la Tierra, su casa y su familia que perdió. En mayo de 2014, Gunn añadió que usar las canciones de los años 60 y 70 eran "puntos de referencia cultural", y dijo, "Es encontrar el equilibro a lo largo de toda la película, mediante algo que es muy único, pero también fácilmente accesible para la gente a la vez. La música y los objetos de la Tierra son una de esas cosas que tenemos para recordar que, sí, [Quill] es una persona real del planeta Tierra que es como tú y yo. Excepto que está en una gran aventura espacial".
Al elegir las canciones, Gunn reveló que inició el proceso "leyendo las listas de Billboard de todos los éxitos de los 70", descargó "unos cientos" de canciones que eran "semi-familiares, las que reconoces, pero no sabes su nombre" y creó una lista de reproducción de todas las canciones apropiadas al tono de la película. Añadió, "escuchaba la lista en mis parlantes por la casa; a veces me inspiraría a crear una escena en torno a una canción, y otras veces tenía una escena que necesitaba música y escuchaba la lista, visualizando varias canciones, averiguando cuál quedaría mejor". La mayoría de las canciones sonaban en el set para ayudar a "los actores y camarógrafos a encontrar el ritmo perfecto para la toma", siendo "Monage Daydream" de David Bowie la única canción elegida y agregada durante la posproducción. Gunn también dijo que las primeras escenas fueron diseñadas con "Hooked on a Feeling" en mente; sin embargo, una vez que Gunn descubrió "Come and Get Your Love", la canción usada en la secuencia, Gunn sintió que "encajaba mejor".
Hollywood Records lanzó tres álbumes el 29 de julio de 2014: la música de la película, Guardians of the Galaxy (Original Score), con música compuesta por Bates para la película; Guardians of the Galaxy: Awesome Mix Vol. 1 (Original Motion Picture Soundtrack), que consta de las doce canciones de la cinta de Quill; y una edición deluxe con ambos álbumes. Para agosto de 2014, el álbum que reflejaba la cinta de Quill había alcanzado el primer lugar en la lista Billboard 200, convirtiéndose en el primer álbum de banda sonora en la historia conformado en su totalidad por canciones previamente lanzadas en encabezar dicha lista. Hollywood Records también lanzó una versión en casete de Awesome Mix Vol. 1 el 28 de noviembre de 2014, como un exclusivo para los participantes del Record Store Day. El casete, que es el primero que Disney Music Group ha lanzado desde 2003, viene con una versión de descarga digital del álbum.

## Marketing

### Publicidad

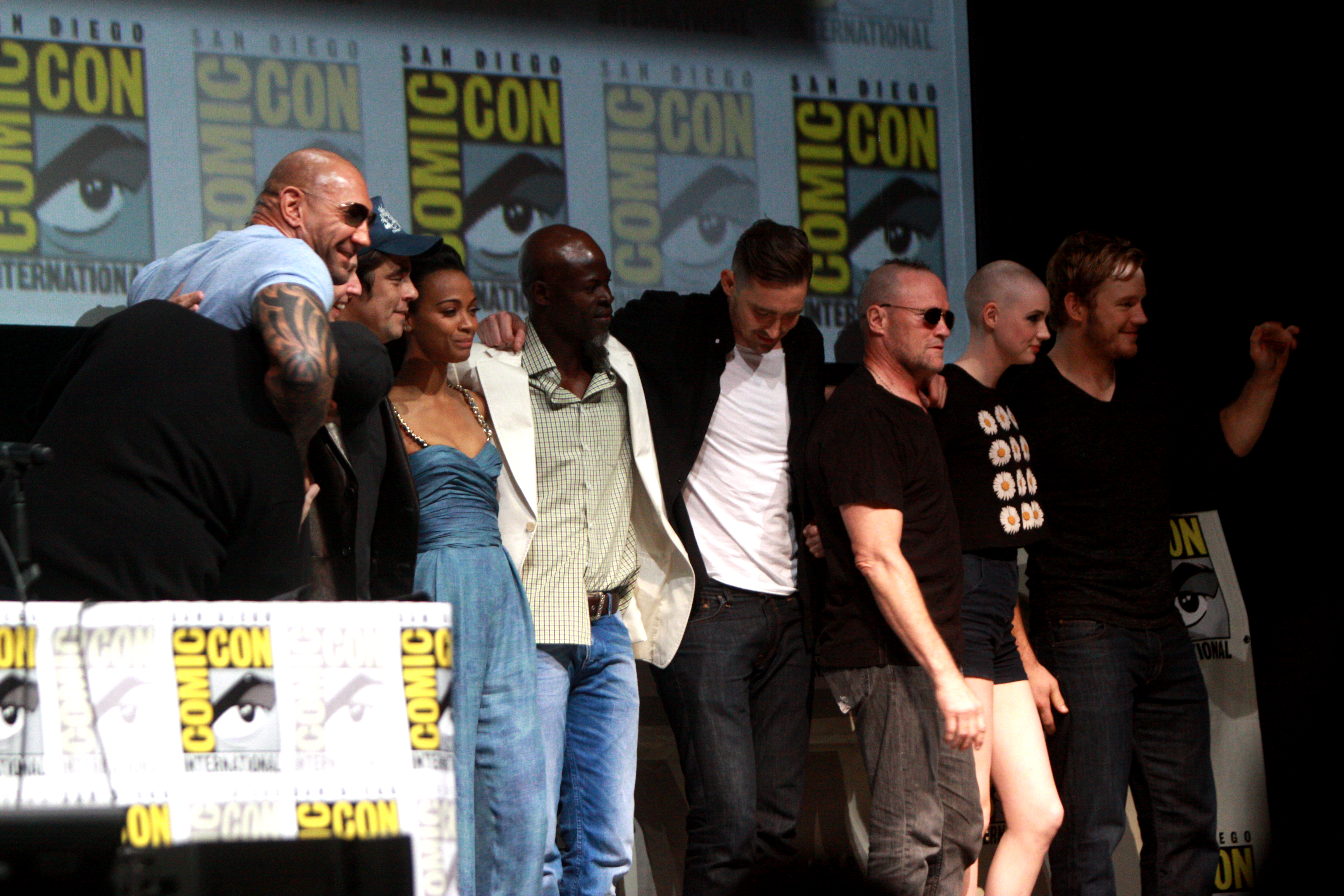
Reparto y equipo de Guardianes de la Galaxia en la Convención Internacional de Cómics de San Diego de 2013. (I-D: el productor Kevin Feige, Bautista, el director James Gunn, del Toro, Saldana, Hounsou, Pace, Rooker, Gillan, y Pratt).

En la D23 Expo de Disney en agosto de 2013, Feige presentó imágenes reveladas por primera vez en la Cómic-Con de San Diego un mes antes. El primer avance de la película debutó en Jimmy Kimmel Live! el 18 de febrero de 2014, con una presentación especial de Chris Pratt. El Los Angeles Times dijo que el tráiler ofreció "enérgica acción alienígena, con naves espaciales explotando y villanos musculosos, sin mencionar algunos momento puramente cómicos," y destacó a "un número de personajes excéntricos". Total Film señaló la semejanza entre el clip inicial del avance y la película de 1981, Raiders of the Lost Ark, la cual fue una gran influencia para Guardianes, declaró Gunn, y notó el humor "atrevido" usado en el tráiler. Total Film también comentó la similitud los avances mostrados la Comic-con y D23, con algunas tomas nuevas con Nebula y el Coleccionista. El tráiler tuvo una fuerte respuesta positiva en las redes sociales, con 88 000 menciones en Twitter, Facebook y varios blogs en un periodo de 12 horas. Aquellos números fueron comparables a los avances de otras películas de superhéroes como El hombre de acero y The Amazing Spider-Man 2: Rise of Electro, y notable debido al periodo nocturno en el que se estrenó. El tráiler recibió 22,8 millones de vistas en las primeras 24 horas pasado su estreno. Luego del debut del avance, la versión de Blue Swede de "Hooked on a Feeling", de uso prominente en el tráiler, subió un 700 % en ventas al día siguiente. La línea del personaje de Serafinowicz, "What a bunch of a-holes" (en español: qué grupo de tontos), solo iba a aparecer en los avances, pero debido a su recepción positiva, fue incluida en la versión final de la película. Gunn señaló que casi se estrenó un teaser diferente "que era muy cursi [y] vendía a la película como algo que no era", ya que había probado mejor que la versión finalmente estrenada. Gunn dio crédito a los equipos de marketing en Marvel y Disney por tener fe en la otra versión, a pesar de las pruebas, en vez de elegir la versión que hubiera publicitado mal a la película.
En marzo de 2014, el episodio de Marvel's Agents of S.H.I.E.L.D. "T.A.H.I.T.I." introdujo a la raza kree al UCM, que inició una línea argumental recurrente a lo largo de la serie que involucra la búsqueda de una ciudad kree oculta. También en marzo, ABC emitió un especial televisivo de una hora titulado Marvel Studios: Assembling a Universe, que incluía un vistazo de Guardianes de la Galaxia. Desde abril de 2014, se publicó un cómic de dos partes, titulado Marvel's Guardians of the Galaxy Prelude. Escrito por Dan Abnett y Andy Lanning, con arte de Wellington Alves, el primer volumen se centraba en el pasado de Nebula y su relación con Thanos; el segundo volumen mostraba las aventuras de Rocket y Groot antes de unir fuerzas con los otros Guardianes. En junio de 2014, Mike Pasciullo vicepresidente de Marvel Studios, describió la estrategia de marketing para Guardianes de la Galaxia diciendo que Marvel había "construido un fuerte programa de marketing para el estreno en cines que cuidadosamente integra propaganda tradicional, redes sociales, marketing digital, asociaciones promocionales estratégicas, integraciones de entretenimiento orgánicas [y] publicidades".
En julio de 2014, Marvel lanzó una campaña de marketing viral para la película llamada "Galaxy Getaways", un sitio web de viajes ficticio que le permitía a los usuarios reservar pasajes a algunos de los planetas que aparecen en la película, entre ellos Xandar, Morag y Knowhere. Desde el 4 de julio de 2014, un vistazo de la película se presentó en Disneyland, Disney's Hollywood Studios en el Magic Eye y el ABC Sound Studio, respectivamente. Aproximadamente 14 minutos de la película se proyectaron el 7 de julio de 2014, en IMAX 3D en los Estados Unidos, y cines 3D y IMAX 3D en Canadá, junto con dos avances. La función recibió reseñas positivas, que elogiaron el humor, la conversión a 3D y IMAX, y la actuación de Cooper como Rocket. Sin embargo, recibió críticas por comenzar a mitad de la película, sin permitir que la audiencia aclimatarse con facilidad al tono de la misma, y por cómo el público general podría responder a una película dentro del UCM sin que aparecieran personajes ya establecidos.
El 12 de julio de 2014, Gunn y los actores de la película promocionaron Guardianes de la Galaxia en el Lido 8 Cineplex en Singapur. El 17 de julio de 2014, Disney Interactivo lanzó un videojuego de rol de acción titulado Guardians of the Galaxy: The Universal Weapon para dispositivos iOS, Android y Windows. Dan Abnett escribió la historia original del juego, con la intención de que complemente la película. El 21 de julio, Pratt, Saldaña, Bautista, Diesel y Cooper aparecieron en Jimmy Kimmel Live! para promocionar la película y mostrar contenido exclusivo adicional. El 29 de julio, Pratt y Saldaña tocaron la campana de apertura de la Bolsa de Nueva York como parte de la estrategia de marketing de la película.
El 14 de agosto, Marvel publicó la escena del baile de Groot, que fue seguido por un anuncio de Funko que lanzarían un juguete "Groot bailarín". The Hollywood Reporter señaló que el rápido lanzamiento de la escena por parte de Marvel, dos semanas del estreno de la película, junto con el anuncio apresurado de Funko, indicaban la popularidad tanto del personaje como de la escena. La escena también produjo la palabra "grooting", acuñada por Michael Rooker, en la que alguien baila parecido a Groot, que entró en el léxico de las redes sociales. También en agosto, Marvel realizó una función especial de la película en el Hospital de Niños de Los Ángeles, donde Pratt se vistió como Star-Lord para entretener a los pacientes.

### Mercadería
En junio de 2012, Marvel presentó once solicitudes de marca registrada para Guardianes de la Galaxia, que cubrían una variedad de productos de consumo, desde videojuegos hasta cosméticos. Disney Consumer Products se asoció con Mad Engine, C-Life, New Era, Hasbro, Disguise, Rubies, Sideshow Collectibles, Lego, KIDdesigns, iHome, Funko, Freeze, Fast Forward, e Innovative Designs para producir mercadería de la película, con lanzamientos desde junio de 2014. Mad Engine y C-Life se asociaron como los principales proveedores de ropa, produciendo una línea de camisetas y chaquetas de lana, mientras que New Era produjo sombreros. Hasbro produjo juguetes para la película; Disguise y Rubies produjeron los trajes; y Sideshow Collectibles se encargó de los coleccionables. Lego anunció tres sets de juegos basados en escenas de la película, mientras que iHome creó parlantes de personajes, Funko hizo muñecos cabezones de vinilo, Freeze creó atuendos inspirados por los años 80, y Fast Forward e Innovative Designs hicieron mochilas y papelería. A pesar de que las primeras películas en posibles franquicias nuevas suelen estar fuera del alcance para los licenciados, Marvel usó el éxito de Iron Man como evidencia de que personajes desconocidos se convierten en éxitos con la audiencia, para atraer asociaciones. Los licenciados aceptaron a Rocket como el posible personaje revelación de la película, y usaron a Drax y Gamora para demográficas de mayor edad; la obsesión de Star-Lord con la nostalgia de la década de 1980, incluido su casete "Awesome Mix Vol. 1", también sirvió como base para productor relacionados. En agosto de 2014, Funko anunció un juguete basado en el "Groot bailarín", mientras que en octubre de 2014, Marvel y KIDdesigns anunciaron una réplica del Groot bailarín, a lanzarse en diciembre de 2014.
En diciembre de 2014, Disney impulsó una segunda campaña de marketing, para coincidir con el estreno en formato casero de la película, con mercadería adicional. Entre los asociados se encontraron: KIDdesigns, con su réplica del Groot bailarín; la línea Fabrikations de Funko con un Rocket de peluche; autos de personajes de Hot Wheels de Mattel; C-Life; Hybrid-Jem Sportswear, Freeze, MZ Berger, Accutime, AME y Her Universe con vestimenta; ThinkGeek con joyería y relojes; American Greetings con tarjetas; Jay Franco con artículos del hogar; y Vandor con vasos. Los asociados adicionales fueron Mad Engine, Just Play y Dragon Models. Paul Gitter, vicepresidente de licencias de Marvel en Disney Consumer Products, dijo, "La demanda de mercadería de Guardianes de la Galaxia ha sido realmente fuera de este mundo. Nuestros socios de mercadotecnia y minoristas están haciendo un trabajo tremendo proporcionando formas creativas e innovadoras de que los fans continúen interactuando con estos personajes populares y muestren su afición todo el año".

## Estreno

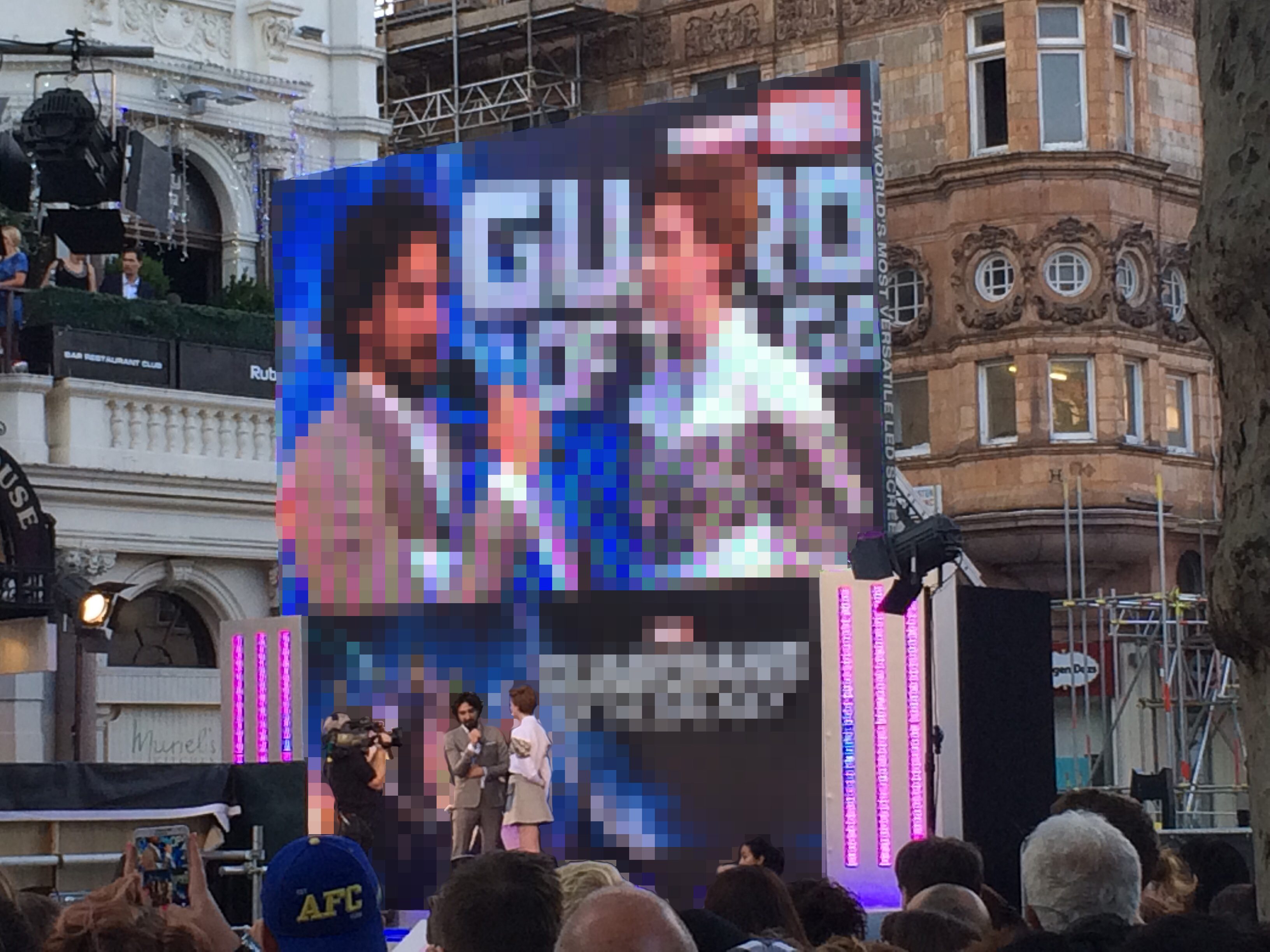
Karen Gillan en la premier de Londres de Guardianes de la Galaxia.

La premier mundial de Guardianes de la Galaxia se realizó el 21 de julio de 2014, en el Dolby Theatre en Hollywood. La película se estrenó en el Reino Unido el 31 de julio de 2014, y en los Estados Unidos el 1 de agosto, en 3D y IMAX 3D. La película se estrenó en 4080 cines en los Estados Unidos, siendo el estreno más amplio de agosto y rompiendo el récord de cinco años de G.I. Joe: The Rise of Cobra (4007 cines). El desglose de ubicaciones fue: 354 pantallas IMAX, 3200 pantallas 3D, 350 pantallas de gran formato y 240 pantallas D-Box. En su sexto fin de semana, Guardianes de la Galaxia se estaba proyectando en 69 territorios, su mayor cantidad.
En junio de 2014, Gunn afirmó que siempre había planeado a la película en el formato 3D, y "A diferencia de muchos directores, yo estuve activamente involucrado en la conversión de cada toma a 3D, para asegurarme de que funcione a la perfección para la historia y la película, y asegurarme de que sea espectacular e inmersiva sin ser tonta, una distracción, o demasiado vistosa". Gunn también reveló que la versión en IMAX 3D incluiría cambios de relaciones de aspecto, para que la experiencia visual sea "aun más completa y más abarcativa. Elegí personalmente todos los lugares en donde los cambios ocurren [...] Los cambios de relación de aspecto en este caso son de hecho parte de la narración". En julio de 2014, Gunn reveló que había eliminado muchas escenas de la película, y estaba investigando cómo publicarlas, ya sea en una versión extendida de la película, o como características especiales en el lanzamiento en formato casero de la misma.

### Formato casero
Guardianes de la Galaxia fue lanzada en descarga digital por Walt Disney Studios Home Entertainment el 18 de noviembre de 2014 y en Blu-ray, Blu-ray 3D y DVD el 24 de noviembre de 2014 en el Reino Unido, y el 9 de diciembre en los Estados Unidos. Los lanzamientos digital y Blu-ray incluyen contenido de detrás de escenas, comentario de audio, escenas eliminadas, bloopers y un adelanto exclusivo de Avengers: Age of Ultron. Hasta el 4 de octubre de 2015, la película ha ganado más de $118 millones en ventas en los EE. UU.
La película también formó parte de una caja recopilatoria de 13 discos, titulada "Marvel Cinematic Universe: Phase Two Collection", que incluye todas las películas de la Fase Dos del Universo cinematográfico de Marvel. Fue lanzada el 8 de diciembre de 2015.

## Recepción

### Taquilla
Guardianes de la Galaxia ganó $333,1 millones en Norteamérica y unos estimados $439,6 millones en otros países, para un total mundial de $772,7 millones. La película se convirtió en la tercera más recaudadora del Universo cinematográfico de Marvel, detrás de The Avengers y Iron Man 3. Fue la tercera película más taquillera de 2014 (detrás de Transformers: la era de la extinción y El hobbit: la batalla de los Cinco Ejércitos) y la más taquillera del género de superhéroes del año. Tuvo un fin de semana de estreno mundial de $106,7 millones. Deadline Hollywood calculó que las ganancias netas de la película fueron $204,2 millones, contando presupuestos de producción, publicidad, participación de talento y otros costos, contra las recaudaciones de taquilla y ganancias secundarias de venta casera, colocándola quinta en su lista de "superproducciones más valiosas" de 2014.

#### Norteamérica
Guardianes de la Galaxia ganó $11,2 millones en sus funciones de jueves por la noche, que superó la recaudación de Captain America: The Winter Soldier ($10,2 millones) por el mayor debut de jueves por la noche para una película en 2014. IMAX representó un 17% de las ganancias totales ($1,9 millones), que fue el mayor preestreno de agosto en dicho formato. En su día de estreno, la película ganó $37,8 millones, incluidas las ganancias del jueves por la noche. Guardianes de la Galaxia ocupó el primer puesto durante su primer fin de semana y recaudó $94,3 millones, lo que fijó un récord de fin de semana de agosto. Durante su fin de semana de estreno, las ganancias en IMAX llegaron a los $11,7 millones y las funciones en 3D representaron un 45% de las ventas de entradas. El éxito de la película se atribuyó en parte a su apelación a ambos géneros: la audiencia del primer fin de semana fue 44% femenina, que es la mayor proporción para una película del UCM; y el 55% fue mayor de 25 años.
Aunque la película cayó al segundo lugar en su segundo y tercer fin de semana, detrás de Tortugas Ninja, regresó al primer puesto en su cuarto, quinto y sexto fin de semana. Así, se convirtió en la primera película en 2014 en encabezar la taquilla local en semanas no consecutivas, la primera del verano (mayo–agosto) en ocupar el primer lugar en tres fin de semanas y la primera película del UCM en ocupar el primer puesto por cuatro semanas, superando a Captain America: The Winter Soldier y The Avengers, ambas en el primer lugar por tres semanas, y empató a The Dark Knight por la mayor cantidad de semanas en el primer puesto entre películas basadas en cómics. Phil Contrino, vicepresidente y jefe de análisis de BoxOffice sintió que el éxito de Guardianes fue "inconvencional" y "destruyó las expectativas". La película permaneció entre las diez mejores por diez fines de semana.
La película fue la más taquillera del verano de 2014, la primera del año en superar los $300 millones en recaudación local, y la tercera más recaudadora del año localmente (detrás de American Sniper y Los juegos del hambre: sinsajo - Parte 1). Se dijo que la película le "inyectó vida" a una taquilla de verano que de otro modo hubiera sido más baja de lo normal.

#### Otros territorios
Guardianes de la Galaxia se estrenó en 42 mercados internacionales y ganó $66,4 millones en su fin de semana de estreno. Los mayores debuts salieron de Rusia ($13 millones), el Reino Unido ($10,8 millones), México ($6,5 millones), Brasil ($6,5 millones) y Corea del Sur ($4,7 millones). La película encabezó la taquilla de fin de semana dos veces, en su primer y segundo fin de semana. En su undécimo fin de semana, la película se estrenó en China, donde ganó $29,8 millones, su mayor debut, y se convirtió en el tercer mayor estreno en el país para una película de Disney, detrás de Iron Man 3 y Captain America: The Winter Soldier, y fue un debut histórico de la industria en octubre. El fin de semana siguiente recaudó otros $21,3 millones de China, convirtiéndolo en su mercado más recaudador con $69 millones. En ganancias totales, sus tres mayores mercados fueron: China ($96,5 millones), Reino Unido ($47,4 millones) y Rusia ($37,5 millones).

### Crítica
El recopilador de críticas Rotten Tomatoes informó un porcentaje de aprobación del 92% basado en 311 reseñas, con un puntaje promedio de 7,77/10. El consenso crítico del sitio dice, "Guardianes de la Galaxia es tan irreverente como podrían esperar los fans del disparatado cómic de Marvel; así como graciosa, emocionante, llena de corazón y esplendor visual". Metacritic, que usa una media ponderada, le asignó una puntuación de 76 de 100 basada en 52 críticos, indicando "reseñas generalmente favorables". Las audiencias encuestadas por CinemaScore le dieron a la película una nota promedio de "A" en una escala entre A+ y F, y obtuvo una "A+" entre espectadores menores de 18 años y de entre 25 y 34 años.
Scott Foundas de Variety dijo que "El inicio de la presunta franquicia de James Gunn es demasiado largo, sobrecargado y a veces demasiado ansioso por complacer, pero el irreverente tono cómico lo sostiene todo, así como la encantadora actuación de Chris Pratt", y elogió el aspecto de la película creado por el director de fotografía Ben Davis, el diseñador de productor Charles Wood, y el diseñador de maquillaje de efectos especiales David White. Justin Lowe de The Hollywood Reporter también elogió la apariencia de la película, y sintió que "Un apropiado ensamble está a la altura del desafío de realizar una heroica película de origen con un estilo distintivo, abundancia de emoción y de humor". Robbie Collin de The Daily Telegraph opinó, "Podrá ser una nueva superproducción familiar de verano, pero juega bajo reglas viejas y olvidadas; recorta el desorden y las referencias para reemplazarlas por simple y concisa diversión de dibujos animados sabatinos". Kenneth Rutan de Los Angeles Times comentó, "Dotada de un alma de holgada y anárquica película clase B que alienta a disfrutar aun al no estar seguro de lo que ocurre, la desaliñada Guardianes es irreverente de un modo que recuerda a la primera Star Wars, en parte debido a algunos de los héroes menos convencionales de este lado de la cantina de Mos Eisley". Manohla Dargis de The New York Times dijo, "Mientras que Guardianes pasa por un loco giro narrativo tras otro, también nos adentra —y en su mayor parte nos mantiene— en otro mundo completamente formado". Richard Roeper del Chicago Sun-Times comentó que la película es "película de cómics en mayor parte alegre y autorreferencial con un montón de acción sensacional, algunos momentos hilarantes y un par de escenas sorprendentemente hermosas y emotivas también," y la llamó "una refrescante confección de entretenimiento". Jim Starlin, creador de Drax el Destructor, Gamora y Thanos, dijo que "podría ser la mejor película de Marvel hasta ahora".
Jack Coyle de la Associated Press fue más crítico de la película, la calificó de "terriblemente saturada y muchos de los chistes se ven ahogados por los efectos especiales [...] Las continuas referencias a otras películas distraen de su intención de ser original, y Guardianes depende demasiado de la extravagancia de himnos de los 70 para un ritmo original". También sintió que Close, Reilly y del Toro fueron infrautilizados en la película. Mick LaSalle del San Francisco Chronicle dijo, "En lugar de ingenio, Guardianes ofrece una especie de disposición generalizada a ser divertida, una atmósfera de optimismo que se siente como muchas personas que bombean aire a un neumático que tiene un agujero. Todo claramente funciona, pero nada sucede realmente; y aún así ell esfuerzo es tan evidente que hay un impulso a recompensarlo". Kyle Smith del New York Post también tuvo una respuesta negativa hacia la película, la comparó con Howard the Duck y Linterna Verde, y criticó el diálogo, los villanos, la banda sonora, la falta de suspenso, y los personajes de Quill, Rocket y Drax. La película recibió reseñas mixtas en China, donde la audiencia se quejó de que la "mala traducción de los subtítulos no solo arruinó la diversión de verla, sino que también dificultó entender el humor".

### Premios y nominaciones
| Año  | Premio                                    | Categoría                                                         | Receptor(es)                                                                      | Resultado | Ref(s)  |
| ---- | ----------------------------------------- | ----------------------------------------------------------------- | --------------------------------------------------------------------------------- | --------- | ------- |
| 2014 | CinemaCon Awards                          | Actor revelación del año                                          | Chris Pratt                                                                       | Ganador   | [ 246 ] |
| 2014 | Sociedad de Críticos de Cine de Detroit   | Mejor reparto                                                     | Guardianes de la Galaxia                                                          | Ganadora  | [ 247 ] |
| 2014 | Hollywood Film Awards                     | Hollywood Blockbuster Award                                       | Guardianes de la Galaxia                                                          | Ganadora  | [ 248 ] |
| 2014 | Young Hollywood Awards                    | Super superhéroe                                                  | Chris Pratt                                                                       | Nominado  | [ 249 ] |
| 2015 | Premios de la Crítica Cinematográfica     | Mejor película de acción                                          | Guardianes de la Galaxia                                                          | Ganadora  | [ 250 ] |
| 2015 | Premios de la Crítica Cinematográfica     | Mejor actor de acción                                             | Chris Pratt                                                                       | Nominado  | [ 250 ] |
| 2015 | Premios de la Crítica Cinematográfica     | Mejor actriz de acción                                            | Zoe Saldaña                                                                       | Nominada  | [ 250 ] |
| 2015 | Premios de la Crítica Cinematográfica     | Mejor maquillaje                                                  | David White                                                                       | Ganador   | [ 250 ] |
| 2015 | Premios de la Crítica Cinematográfica     | Mejores efectos visuales                                          | Stephane Ceretti                                                                  | Nominada  | [ 250 ] |
| 2015 | Premios Empire                            | Mejor actriz revelación                                           | Karen Gillan                                                                      | Ganadora  | [ 251 ] |
| 2015 | Premios Empire                            | Mejor ciencia ficción/fantasía                                    | Guardianes de la Galaxia                                                          | Nominada  | [ 251 ] |
| 2015 | Premios Grammy                            | Mejor recopilación de banda sonora para un medio visual           | Guardians of the Galaxy: Awesome Mix Vol. 1                                       | Nominada  | [ 252 ] |
| 2015 | Sindicato de Maquilladores y Estilistas   | Mejor peluquería contemporánea                                    | Elizabeth Yianni-Georgiou                                                         | Nominada  | [ 253 ] |
| 2015 | Sindicato de Maquilladores y Estilistas   | Mejor maquillaje contemporáneo                                    | Elizabeth Yianni-Georgiou                                                         | Ganadora  | [ 253 ] |
| 2015 | Sindicato de Maquilladores y Estilistas   | Mejores efectos especiales de maquillaje                          | David White                                                                       | Ganador   | [ 253 ] |
| 2015 | People's Choice Awards                    | Película favorita                                                 | Guardianes de la Galaxia                                                          | Nominada  | [ 254 ] |
| 2015 | People's Choice Awards                    | Película de acción favorita                                       | Guardianes de la Galaxia                                                          | Nominada  | [ 254 ] |
| 2015 | People's Choice Awards                    | Actriz de acción favorita                                         | Zoe Saldaña                                                                       | Nominada  | [ 254 ] |
| 2015 | MTV Movie Awards                          | Película del año                                                  | Guardianes de la Galaxia                                                          | Nominada  | [ 255 ] |
| 2015 | MTV Movie Awards                          | Mejor actor                                                       | Chris Pratt                                                                       | Nominado  | [ 255 ] |
| 2015 | MTV Movie Awards                          | Mejor dúo en pantalla                                             | Bradley Cooper y Vin Diesel                                                       | Nominados | [ 255 ] |
| 2015 | MTV Movie Awards                          | Mejor actuación sin camiseta                                      | Chris Pratt                                                                       | Nominado  | [ 255 ] |
| 2015 | MTV Movie Awards                          | Mejor momento musical                                             | Chris Pratt                                                                       | Nominado  | [ 255 ] |
| 2015 | MTV Movie Awards                          | Mejor actuación cómica                                            | Chris Pratt                                                                       | Nominado  | [ 255 ] |
| 2015 | MTV Movie Awards                          | Mejor transformación en pantalla                                  | Zoe Saldaña                                                                       | Nominada  | [ 255 ] |
| 2015 | MTV Movie Awards                          | Mejor héroe                                                       | Chris Pratt                                                                       | Nominado  | [ 255 ] |
| 2015 | Premios Satellite                         | Mejores efectos visuales                                          | Stephane Ceretti                                                                  | Nominada  | [ 256 ] |
| 2015 | Sociedad de Críticos de Cine de Phoenix   | Mejores 10 películas del año                                      | Guardianes de la Galaxia                                                          | Ganadora  | [ 257 ] |
| 2015 | Sociedad de Críticos de Cine de Phoenix   | Mejor reparto                                                     | Guardianes de la Galaxia                                                          | Nominada  | [ 257 ] |
| 2015 | Sociedad de Críticos de Cine de Phoenix   | Mejor película familiar de imagen real                            | Guardianes de la Galaxia                                                          | Nominada  | [ 257 ] |
| 2015 | Sociedad de Críticos de Cine de Phoenix   | Mejores efectos visuales                                          | Stephane Ceretti                                                                  | Nominada  | [ 257 ] |
| 2015 | Sociedad de Críticos de Cine de Houston   | Mejor película                                                    | Guardianes de la Galaxia                                                          | Nominada  | [ 258 ] |
| 2015 | Sociedad de Críticos de Cine de Houston   | Mejor póster                                                      | Guardianes de la Galaxia                                                          | Nominada  | [ 258 ] |
| 2015 | Sindicato de Directores de Arte           | Excelencia en diseño de producción para una película de fantasía  | Charles Wood                                                                      | Ganador   | [ 259 ] |
| 2015 | Visual Effects Society Awards             | Mejores efectos visuales en una película fotorreal                | Stephane Ceretti, Susan Pickett, Jonathan Fawkner, Nicolas Aithadi, Paul Corbould | Nominados | [ 260 ] |
| 2015 | Visual Effects Society Awards             | Mejor actuación de un personaje animado en una película fotorreal | Rocket – Kevin Spruce, Rachel Williams, Laurie Brugger, Mark Wilson               | Nominados | [ 260 ] |
| 2015 | Sindicato de Guionistas de Estados Unidos | Mejor guion adaptado                                              | James Gunn y Nicole Perlman                                                       | Nominados | [ 261 ] |
| 2015 | Premios BAFTA                             | Mejores efectos visuales                                          | Stephane Ceretti, Paul Corbould, Jonathan Fawkner, Nicolas Aithadi                | Nominados | [ 262 ] |
| 2015 | Premios BAFTA                             | Mejor maquillaje y peluquería                                     | Elizabeth Yianni-Georgiou y David White                                           | Nominados | [ 262 ] |
| 2015 | Premios Óscar                             | Mejores efectos visuales                                          | Stephane Ceretti, Nicolas Aithadi, Jonathan Fawkner y Paul Corbould               | Nominados | [ 263 ] |
| 2015 | Premios Óscar                             | Mejor maquillaje y peluquería                                     | Elizabeth Yianni-Georgiou y David White                                           | Nominados | [ 263 ] |
| 2015 | Premios Saturn                            | Mejor película basada en un cómic                                 | Guardianes de la Galaxia                                                          | Ganadora  | [ 264 ] |
| 2015 | Premios Saturn                            | Mejor director                                                    | James Gunn                                                                        | Ganador   | [ 264 ] |
| 2015 | Premios Saturn                            | Mejor guion                                                       | James Gunn y Nicole Perlman                                                       | Nominados | [ 264 ] |
| 2015 | Premios Saturn                            | Mejor actor                                                       | Chris Pratt                                                                       | Ganador   | [ 264 ] |
| 2015 | Premios Saturn                            | Mejor montaje                                                     | Fred Raskin, Craig Wood y Hughes Winborne                                         | Nominados | [ 264 ] |
| 2015 | Premios Saturn                            | Mejor diseño de producción                                        | Charles Wood                                                                      | Nominado  | [ 264 ] |
| 2015 | Premios Saturn                            | Mejor diseño de vestuario                                         | Alexandra Byrne                                                                   | Nominada  | [ 264 ] |
| 2015 | Premios Saturn                            | Mejor maquillaje                                                  | David White y Elizabeth Yianni-Georgiou                                           | Ganadores | [ 264 ] |
| 2015 | Premios Saturn                            | Mejores efectos especiales                                        | Stephane Ceretti, Nicolas Aithadi, Jonathan Fawkner y Paul Corbould               | Nominados | [ 264 ] |
| 2015 | Premios Hugo                              | Mejor representación dramática - Largometraje                     | James Gunn y Nicole Perlman                                                       | Ganadores | [ 265 ] |

## Secuelas

### Vol. 2
Guardianes de la Galaxia vol. 2 se estrenó el 5 de mayo de 2017, nuevamente escrita y dirigida por James Gunn. Pratt, Saldaña, Bautista, Diesel, Cooper, Rooker, Gillan y Sean Gunn repiten sus papeles en la película, y se incorporan Pom Klementieff como Mantis, Elizabeth Debicki como Ayesha, Chris Sullivan como Taserface, y Kurt Russell como Ego, padre de Quill.

### Vol. 3
En abril de 2017, Gunn anunció que regresaría a escribir y dirigir Guardianes de la Galaxia Vol. 3. Sin embargo, en julio de 2018, Disney y Marvel se desentendieron de Gunn luego del resurgimiento de antiguos tuits polémicos relacionados con temas como violación y pedofilia. La producción se suspendió un mes después, y se atrasó a febrero de 2021. En marzo de 2019, Disney y Marvel Studios dieron marcha atrás y volvieron a contratar a Gunn como director. El rodaje comenzará luego de que Gunn haya terminado su trabajo para la película de Warner Bros. The Suicide Squad.